# آپولیپوپروتئین آ
آپولیپوپروتئین آ (انگلیسی: Apolipoprotein A) یا (APOA)، پروتئینی در بدن انسان است که توسط ژن APOA، کدگذاری می‌گردد.